# Auguste Viatte

Auguste Viatte (ca. 1952)

Auguste Viatte (* 27. Juni 1901 in Pruntrut; † 21. November 1993 in Paris) war ein französischer Romanist Schweizer  Herkunft, der in Kanada, Frankreich und der Schweiz als Hochschullehrer wirkte.

## Leben und Werk
Viatte promovierte an der Universität Freiburg im Üechtland mit der Arbeit Les Interprétations du catholicisme chez les romantiques (erschienen u. d. T. Le Catholicisme chez les Romantiques, Paris 1922, Ann Arbor 1994, Genf 2009). Er habilitierte sich 1927 an der Sorbonne mit den beiden Thèses Les sources occultes du romantisme 1770–1820 (2 Bde., Paris 1928, 1965, 1969, 1979, Genf 2009), sowie (Hrsg.) Un ami de Ballanche, Claude-Julien Bredin (17761820'1854). Correspondance philosophique et littéraire avec Ballanche (Paris 1928), und erwarb 1932 die französische Staatsangehörigkeit.

Viatte lehrte von 1925 bis 1933 am Hunter College in New York, von 1933 bis 1949 an der Universität Laval in Québec, von 1949 bis 1952 an der Universität Nancy, von 1952 bis 1967 an der Universität Zürich und der ETH Zürich und schließlich an der Universität Paris-Nord am Centre d’études littéraires francophones. Er gab die Zeitschrift Culture française  (Paris 1952 bis 1983) der Association des Ecrivains de Langue Française (Mer et Outre-Mer) heraus. Viattes besonderes Forschungsgebiet war die Literatur der Frankophonie.

Viatte war Ehrendoktor der Universität Laval und Offizier der Ehrenlegion (1987). Er war Ehrenbürger von Lafayette, Louisiana, USA.

## Weitere Werke
- L'Extrême-Orient et nous, Montreal 1942
- Victor Hugo et les illuminés de son temps, Montreal 1942, Genf 1973, 2003
- La Culture française dans le monde moderne. Leçon inaugurale faite à l'École polytechnique fédérale, Zürich 1953
- Histoire littéraire de l'Amérique française des origines à 1950, Québec/Paris 1954
- (Hrsg.) Charles Nodier, La fée aux miettes, Rom 1962
- Les Etats-Unis. La vie américaine, Paris 1962
- (Hrsg.) Chateaubriand et ses précurseurs français d'Amérique, in: Etudes françaises. Vol. 4. N̊ 3, août 1968, S. 249–360
- La Francophonie, Paris 1969
- (Hrsg.) Anthologie littéraire de l'Amérique francophone. Littératures canadienne, louisianaise, haïtienne, de la Martinique, de la Guadeloupe et de la Guyane,  Sherbrooke 1971
- Histoire comparée des littératures francophones, Paris 1980
- (Hrsg. mit Jean-Jacques Luthi und Gaston Zananiri)  Dictionnaire général de la francophonie,  Paris 1986